# Ariana Geerlings
Ariana Geerlings Martínez (Granada, 1 settembre 2005) è una tennista spagnola.

## Biografia
Ariana Geerlings è nata a Granada ma è cresciuta a Murcia. Suo padre, Arjan Geerlings, è olandese e sua madre, Alicia Martínez, è spagnola. Suo fratello, Sergio, è un ciclista professionista. Si è allenata presso la Rafa Nadal Academy e attualmente si allena alla Real Murcia Club de Tenis 1919.
É nota per aver criticato i medoti di allenamento della Rafa Nadal Academy, motivo per il quale ha contribuito a lasciare l'accademia e trasferirsi alla Real Murcia Club de Tenis 1919, ringraziando però gli allenatori per averla accolta da subito.

## Carriera
Ariana Geerlings ha vinto 6 titoli in singolarenel circuito ITF in carriera. Il 21 luglio 2025 ha raggiunto il best ranking in singolare raggiungendo la 312ª posizione mondiale, mentre il 9 giugno 2025 ha raggiunto la 440ª posizione in doppio.
Ha fatto il suo debutto nel circuito maggiore al Mutua Madrid Open 2024, grazie ad una wildcard per le qualificazioni, dove è stata sconfitta dalla testa di serie numero 22 Hailey Baptiste in tre set. Nel 2025, supera le qualificazioni all'Hamburg Open 2025, sconfiggendo Sofia Šapatava e Elena Malõgina, accedendo per la prima volta in carriera in un main draw di un torneo WTA, in questa occasione, viene sconfitta all'esordio dall'australiana Astra Sharma in tre parziali.

## Statistiche ITF

### Singolare

#### Vittorie (6)
| Torneo $100.000 (0) |
| Torneo $80.000 (0)  |
| Torneo $60.000 (0)  |
| Torneo $40.000 (0)  |
| Torneo $25.000 (2)  |
| Torneo $15.000 (4)  |

| N. | Data              | Torneo                                         | Superficie  | Avversaria in finale       | Punteggio           |
| 1. | 7 aprile 2024     | Gran Canaria Women's TDC Series Pro, Telde     | Terra rossa | Caroline Werner            | 2-6, 7-5, 7-5       |
| 2. | 14 aprile 2024    | Gran Canaria Women's TDC Series Pro, Telde     | Terra rossa | Leonie Küng                | 6-1, 6-1            |
| 3. | 19 maggio 2024    | Kursumlijska Banja Women's, Kuršumlijska Banja | Terra rossa | Anja Stanković             | 7–6(2), 6(2)-7, 6–4 |
| 4. | 1º settembre 2024 | Magic Hotel Tours by FTT, Monastir             | Cemento     | Lamis Alhussein Abdel Aziz | 6-4, 6-1            |
| 5. | 1º giugno 2025    | Bol Bluesun Open, Bol                          | Terra rossa | Georgia Crăciun            | 6-2, 6-2            |
| 6. | 27 luglio 2025    | Open Ciudad de Las Palmas, Las Palmas          | Terra rossa | Nahia Berecoechea          | 6-4, 6-2            |

#### Sconfitte (2)
| Torneo $100.000 (0) |
| Torneo $80.000 (0)  |
| Torneo $60.000 (0)  |
| Torneo $40.000 (0)  |
| Torneo $25.000 (1)  |
| Torneo $15.000 (1)  |

| N. | Data             | Torneo                              | Superficie  | Avversaria in finale | Punteggio   |
| 1. | 11 novembre 2023 | Open Ciudad de Castellón, Castellón | Terra rossa | Ángela Fita Boluda   | 4-6, 6(5)-7 |
| 2. | 6 ottobre 2024   | Open JCastillo-Occident, Baza       | Cemento     | Susan Bandecchi      | 3-6, 3-6    |

### Doppio

#### Sconfitte (2)
| Torneo $100.000 (0) |
| Torneo $80.000 (0)  |
| Torneo $60.000 (1)  |
| Torneo $40.000 (0)  |
| Torneo $25.000 (1)  |
| Torneo $15.000 (0)  |

| N. | Data           | Torneo                                                       | Superficie  | Compagna        | Avversaria in finale          | Punteggio   |
| 1. | 10 maggio 2025 | ForteVillage ITF Trophy, Pula                                | Terra rossa | Sofia Rocchetti | Deborah Chiesa Dalila Spiteri | w/o         |
| 2. | 7 giugno 2025  | Internazionali Femminili di Tennis Città di Caserta, Caserta | Terra rossa | Wakana Sonobe   | Cho I-hsuan Cho Yi-tsen       | 3-6, 6(5)-7 |